# The Keeper
The Keeper (Brasil: O Guardião / Portugal: Guardião) é um filme dos gêneros ação e drama, de 2009 dirigido por Keoni Waxman e estrelado por Steven Seagal e Luce Rains.

## Sinopse
Roland (Steven Seagal) é um policial que, após ser traído pelo parceiro, foi expulso da força. Apesar de não gostar muito da ideia, ele aceita o trabalho no qual precisa proteger a filha de um importante empresário. À medida que os dias passam, eles ficam cada vez mais próximos. Quando a garota é sequestrada Roland parte em busca dos responsáveis, com a missão de resgatá-la.

## Elenco
| Ator               | Papel             |
| ------------------ | ----------------- |
| Steven Seagal      | Rolland Sallinger |
| Luce Rains         | Jason Cross       |
| Kisha Sierra       | Allegra           |
| Liezl Carstens     | Nikita Wells      |
| Arron Shiver       | Mason Silver      |
| Brian Keith Gamble | Trevor Johnson    |